# Badfoot Brown & the Bunions Bradford Funeral & Marching Band
Badfoot Brown & the Bunions Bradford Funeral & Marching Band è un album discografico dell'attore comico statunitense Bill Cosby, pubblicato nel 1971 dalla Uni Records, etichetta sussidiaria della MCA.

## Il disco
Non si tratta di un album comico parlato o di musica demenziale, ma invece di un disco strumentale jazz-funk nel quale Cosby suona il pianoforte elettrico Rhodes. La prima traccia sul disco è un omaggio allo scomparso Martin Luther King Jr.
Gli A Tribe Called Quest utilizzarono un campionamento da Martin's Funeral per il loro brano We Can Get Down.
L'album è stato di difficile reperibilità per molti anni. Venne ristampato in formato compact disc solamente nel 2008 dalla Dusty Groove America.
Nell'album non appare alcun elenco dei crediti, dunque non è dato sapere con precisione quali altri musicisti abbiano suonato sul disco. Alcune fonti più o meno attendibili confermano soltanto la presenza di Bobby Hayes al basso e di Big Black alle percussioni.
Un altro album di musica jazz-funk intitolato Bill Cosby Presents Badfoot Brown & the Bunions Bradford Funeral Marching Band fu pubblicato l'anno successivo come secondo capitolo dell'album. Cosby non suona in quell'album, ma scrisse le musiche e lo produsse.

## Tracce
Lato A
Musiche di Bill Cosby.
1. Martin's Funeral – 15:30

Lato B
Musiche di Bill Cosby.
1. Hybish Shybish – 20:15

## Formazione
- Bill Cosby: piano Rhodes, produzione e composizione